# Costituzione mista
Una costituzione mista è una forma di governo che ne unisce diverse. Il più celebre esempio è la Repubblica romana. Secondo Polibio, Roma poggiava su una costituzione mista risultato della sintesi delle tre forme di governo più importanti, cioè: la monarchia (rappresentata a Roma dai consoli), l'aristocrazia (rappresentata dal senato) e la democrazia (rappresentata dai comizi). 
La res publica era definita col motto Senatus PopulusQue Romanus ("il Senato e il Popolo Romano").

## Descrizione

### Roma
In questa costituzione, Polibio coglie le caratteristiche più profonde del percorso storico compiuto da Roma. In tal modo si contribuisce alla teorizzazione e alla giustificazione dell'imperialismo romano.
Roma era formalmente una repubblica oligarchica unita ad un sistema monarchico semi-assolutista (oggi si direbbe una monarchia costituzionale) ma di tipo elettivo ma strettamente temporaneo (consoli in carica un anno e dittatore straordinario in carica 6 mesi detenevano il potere esecutivo e col senato anche legislativo e giudiziario, come derivazioni della figura del Rex, mentre il ruolo sacrale-teocratico di quest'ultimo era invece affidato al Pontifex Maximus) e attenuato dal Senato romano (composto per ereditarietà o cooptazione da patrizi e poi da membri della nobilitas, vero perno del potere repubblicano, dai tribuni della plebe (eletti dalla sola plebe, ma dotati di diritto di veto assoluto sulle leggi votate da Senato, Comizi o emesse dai Consoli; i tribuni erano considerati intoccabili finché in carica, in quanto investiti di tribunicia potestas e sacrosanctitas, e potevano irrogare la pena capitale a chi li ostacolasse nelle loro prerogative), dalle magistrature minori e dalla democrazia, a volte diretta, dei Comizi (composti da tutti i cittadini romani, maschi adulti e liberi). Inoltre vi era un ulteriore magistrato di controllo, il censore. Ogni condanna penale contro un cittadino emessa da tribunali, Senato e consoli, salvo eccezioni, poteva essere appellata direttamente ai Comizi tramite la provocatio ad populum.

La costituzione della Repubblica romana

Già altri studiosi greci prima di Polibio avevano teorizzato che le tre forme principali di governo, la monarchia, l'aristocrazia e la democrazia, degenerassero inevitabilmente  rispettivamente in tirannide, oligarchia e oclocrazia. Giunta l'oclocrazia il ciclo si ripete con un ritorno alla monarchia (anakyklosis, anaciclosi). Secondo Polibio, nel caso della costituzione mista anche Roma non può sfuggire alla degenerazione.
La costituzione romana repubblicana è stata definita dallo storico greco Polibio come il migliore e più illustre esempio di costituzione mista, grazie all'armonia ed all'equilibrio intercorrenti fra i tre organi depositari del potere, ovvero il senato, i consoli ed i comizi.
Ciò che, secondo Polibio, ha determinato la grandezza di Roma è, oltre all'eccellenza della sua preparazione militare, l'armonico sviluppo della sua costituzione, che prevede un contemperamento delle tre essenziali forme di governo: monarchia, aristocrazia e democrazia. Esse sono rispettivamente rappresentate, nella Repubblica romana, dal potere dei consoli, dalle funzioni del Senato e dalle prerogative degli organismi popolari. La costituzione romana è quindi un riuscito esempio di “costituzione mista”, per Polibio l'unica forma di governo stabile e capace di bilanciare la tendenza alla degenerazione istituzionale. Nel VI libro viene descritta l'anaciclosi (anakùklosis), il processo di ritorno ciclico secondo il quale le principali forme di governo (monarchia, aristocrazia e democrazia) e le relative degenerazioni (tirannide, oligarchia e demagogia) si succedono l'una all'altra in un fatale trapasso involutivo: dalla monarchia alla tirannide, dall'aristocrazia all'oligarchia, dalla democrazia alla oclocrazia (potere delle masse). Roma, tuttavia, può ritardare questo processo storico di decadenza grazie alla sua costituzione ed alla straordinaria preparazione militare, ma non vi si potrà sottrarre, e difatti culminerà nella nascita dell'Impero romano dopo numerose guerre civili, quando il Princeps assumerà su di sé quasi tutti i poteri delle magistrature, dal consolato fino alla dittatura, all'imperium, alla censura e alla tribunicia potestas, andando di fatto ad eliminare la Repubblica costituendo una monarchia assoluta simile alla tirannide greca, solo in alcuni casi almeno formalmente una diarchia Senato-imperatore.
Ulteriore elemento di stabilità per Roma è la compattezza dei suoi valori etici, salvaguardati dalla religione e in funzione della vita pubblica (mos maiorum): l'insieme di valori, norme, riti sono finalizzati alla conservazione della stabilità politica (a Polibio fu del tutto estranea ogni autentica concezione religiosa pubblica come la pax deorum).

### Repubblica platonica e Sparta
Costituzioni miste furono anche la mai applicata Repubblica ideata da Platone, guidata da un'oligarchia aristocratica di filosofi scelti per le capacità, e da istituzioni popolari di controllo, e la duplice monarchia unita all'oligarchia degli efori in vigore a Sparta nel periodo della polis. Molti studiosi hanno ipotizzato costituzioni miste ispirate a Platone, ad esempio Niccolò Machiavelli, che ipotizza una repubblica controllata da un principe come la signoria del Rinascimento.

### Altri esempi
La Repubblica di Venezia, con diversi organi di governo, e un doge eletto a vita tramite un voto e sorteggio dei patrizi, fu un esempio di sistema misto, così come diverse repubbliche aristocratiche (come la Repubblica di Genova).

### Moderne

Uno schema riassuntivo del sistema politico-costituzionale degli Stati Uniti.

Alcuni politologi hanno descritto le costituzioni dell'Unione europea (governo congiunto di Parlamento europeo, degli stati membri, della Commissione europea e della banca centrale europea) e degli Stati Uniti d'America (il sistema politico degli Stati Uniti d'America è una repubblica presidenziale pura federalista con un governo slegato dal Parlamento o Congresso composto da Camera e Senato, ma con numerosi "pesi e contrappesi") come costituzioni miste. Il Presidente degli Stati Uniti d'America, figura politica attiva e con forti prerogative quali il diritto di veto (tipico dei monarchi costituzionali e dei tribuni della plebe) e la guida del governo, è stato definito una sorta di "monarca repubblicano" eletto pro tempore come i consoli di Roma, mentre la Corte suprema (nove giudici nominati a vita) è definita un'oligarchia aristocratica con funzioni di controllo simile al Senato romano. Il Congresso, i cittadini e i Grandi Elettori (il cosiddetto "Collegio elettorale") svolgerebbero il ruolo che a Roma spettava ai Comizi.